# Maculiparia ariariensis
Maculiparia ariariensis är en insektsart som beskrevs av Frédéric Carbonell 2002. Maculiparia ariariensis ingår i släktet Maculiparia och familjen Romaleidae. Inga underarter finns listade i Catalogue of Life.